# Квантова перевага
Квантова перевага — значне скорочення у часі певних математичних обчислень, які виконуються на квантових комп'ютерах за допомогою квантових алгоритмів. У порівнянні з класичними алгоритмами відповідно на класичних комп'ютерах час виконання цих обчислень може бути скорочено у кілька тисяч разів. Першим квантовим алгоритмом вважається алгоритм розкладання натуральних чисел на прості множники (алгоритм факторизації), запропонований у 1994 р. Пітером Шором, працездатність якого була продемонстрована групою спеціалістів IBM у 2001 р.
Вперше термін «квантова перевага» застосував Джон Прескілл (John Phillip Preskill) у 2012 р. у статті «Quantum Computing And The Entanglement Frontier».
У жовтні 2017 з'явився фреймворк OpenFermion Cirq , перша платформа з відкритим кодом для перекладу проблем хімії та матеріалознавства в квантові схеми. OpenFermion - це бібліотека для моделювання систем взаємодіючих електронів (ферміонів), що породжують властивості речовини . До OpenFermion розробникам квантових алгоритмів потрібно було вивчити значну кількість хімії та написати велику кількість коду, щоб зламати інші коди, щоб скласти навіть найосновніші квантові симуляції. 
28 жовтня 2019 року компанія Google оголосила про досягнення квантової переваги. Однак компанія IBM у своєму блозі заявила, що Google помилилася на 150 млн відсотків.
3 грудня 2020 року у журналі Science з'явилася публікація колективу китайських вчених, у якій стверджується про створення у Китаї квантового комп'ютера, здатного продемонструвати квантову перевагу. Перевага досягається шляхом бозонного семплінгу 76 фотонів (у комп'ютері Google фотонів було 53). Науковці стверджують, що класичному комп'ютеру для виконання такого завдання знадобилося б близько 600 мільйонів років.
У квітні 2021 відбулась демонстрація застосування надпровідного кубітового квантового процесора Sycamore до комбінаторних задач оптимізації з алгоритмом квантової наближеної оптимізації (QAOA). Як і в минулих експериментах QAOA, вивчалась ефективність для задач, визначених на плоскому графі; однак QAOA також застосовувалась до модель Шеррінгтона – Кіркпатріка та максимальний розріз графу, для реалізації яких потрібна велика компіляція.

## Див також
- Алгоритми квантової оптимізації
- Квантовий алгоритм